# Karpaccy górale
Karpaccy górale – dramat romantyczny Józefa Korzeniowskiego, po raz pierwszy wydany w 1843 roku w Wilnie nakładem Józefa Zawadzkiego.

## Geneza dzieła
Dramat powstał w Charkowie po rzekomej wizycie autora w Karpatach i miał być inspirowany prawdziwym wydarzeniem, tj. zabójstwem strzelca przez młodego górala w akcie odwetu, jednak zdaniem Wiktora Hahna fabuła dzieła jest całkowicie fikcyjna. Dzieło Karpaccy górale, którego alternatywny tytuł nadany przez brzmiał Rekrut było ukończone w 1840 roku.

## Recepcja
Dzieło zostało po raz pierwszy wystawione na scenie 2 czerwca 1844 roku we Lwowie, tekst został okrojony z detali związanych z kulturą niemiecką. Karol Szajnocha zamieścił pozytywną recenzję spektaklu na łamach „Gazety Lwowskiej”.
Zdaniem Henryka Galle, dramat Karpaccy górale przypomina w pewnych elementach Zbójców Friedricha Schillera i jest dziełem o wysokich walorach artystycznych; uważał go za jedno ze szczytowych osiągnięć pisarza obok dzieł Żydzi czy Panna mężatka.
Dramat został przełożony na język rosyjski i czeski (przekład Jakuba Rydvana pt. Zbojník oraz Jaroslava Simonidesa pt. Karpatští horalé). Wydanie krytyczne tekstu dramatu ukazało się pod redakcją Wiktora Hahna w 1928 roku w serii Biblioteka Narodowa.
Najbardziej znaną jego częścią jest pieśń Czerwony płaszcz, która później zdobyła sławę jako Czerwony pas. Stanisław Moniuszko przed napisał muzykę do wersji scenicznej dramatu; dzieło zostało wystawione z jej towarzyszeniem przed 1846 rokiem w Wilnie. Na podstawie Karpackich górali w roku 1915 nakręcono film o tym samym tytule.